# Bouches-du-Rhin
Pour les articles homonymes, voir Bouches et Rhin (homonymie).
1810–1814
Entités précédentes :
- Royaume de Hollande :
- (Département du Brabant)
- (Département de Gueldre)

Entités suivantes :
- Royaume des Pays-Bas :
- (Province de Brabant-Septentrional)
- (Province de Gueldre)

Les Bouches-du-Rhin sont un ancien département français dont le chef-lieu était Bois-le-Duc.
Créé le 24 avril 1810 sous le Premier Empire, quelques mois avant l'annexion du reste du royaume de Hollande, il se voit attribuer le numéro 126 dans la liste des 130 départements français de 1811, avec ses deux sous-préfectures Nimègue et Eindhoven. 
Au recensement de 1812, les Bouches-du-Rhin comptent 257 573 habitants. Le 15 décembre 1813[réf. nécessaire], l'arrondissement de Bréda du département des Deux-Nèthes s'ajoute au département des Bouches-du-Rhin. Le 26 février 1814, l'arrondissement de Nimègue et le canton de Zaltbommel s'ajoutent au département français d'Yssel-Supérieur[réf. nécessaire].  
Après la chute de Napoléon en 1814, ce département français est converti en province du Brabant-du-Nord et province de la Gueldre, appartenant au royaume des Pays-Bas, en vertu de la première Constitution néerlandaise du 29 mars 1814. Une autre partie est ajoutée officiellement au territoire le 9 juillet 1919.

## Organisation du département

Carte de la région indiquant sa division en départements

En 1812, le département est découpé en trois arrondissements :
- Arrondissement de Bois-le-Duc
  - Cantons de : Bois-le-Duc, Bommel, Boxtel, Heusden, Oosterwyk, Oss, Tilbourg, Waalwyk.
- Arrondissement d'Eindhoven
  - Cantons de : Asten, Eindhoven, Gemert, Helmond, Hilvarenbeek, Oirschot, Saint-Oedenrode.
- Arrondissement de Nimègue
  - Cantons de :  Boxmeer, Druten, Grave, Nimègue, Ravenstein, Wychen.

## Liste des préfets

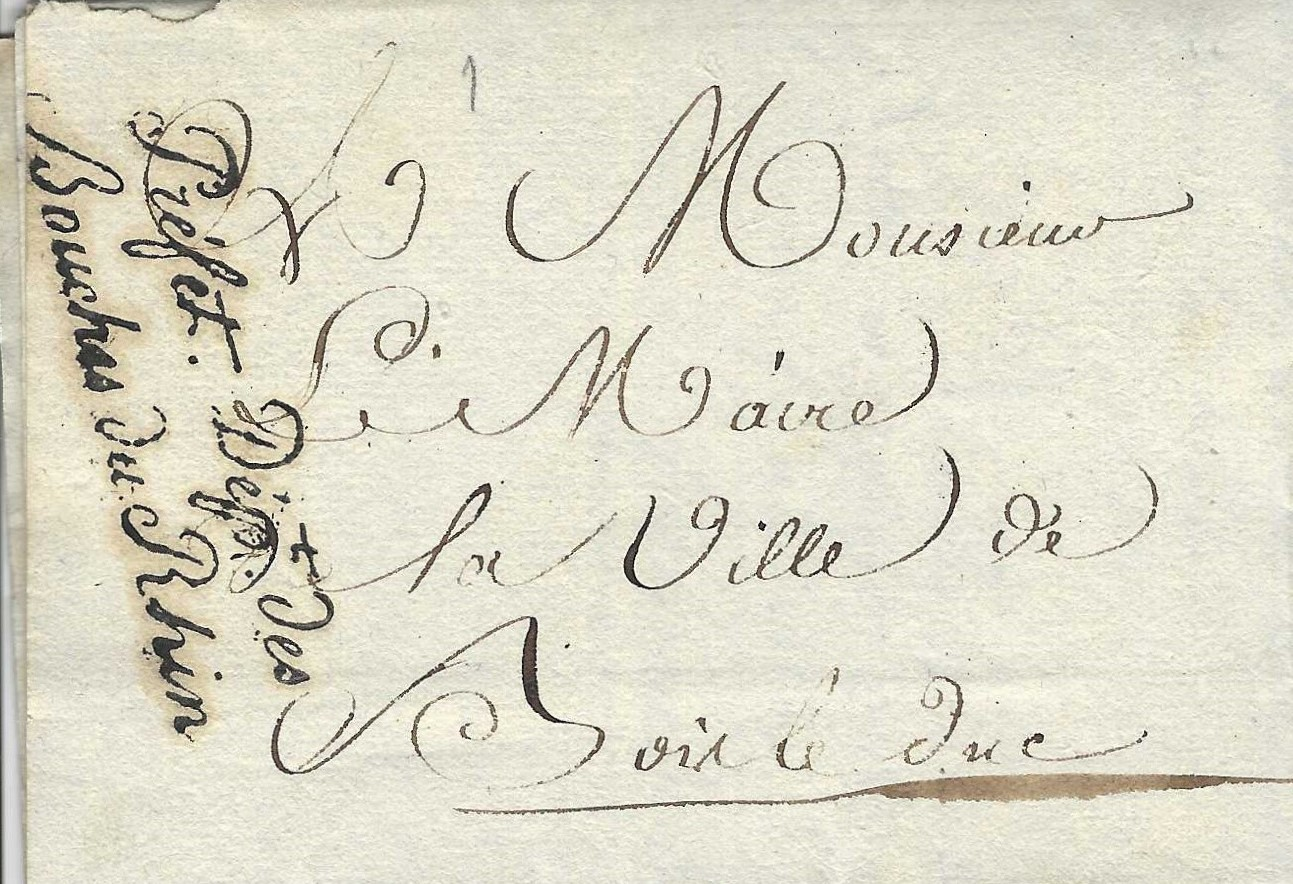
1812 03 09 Bois le Duc Maire

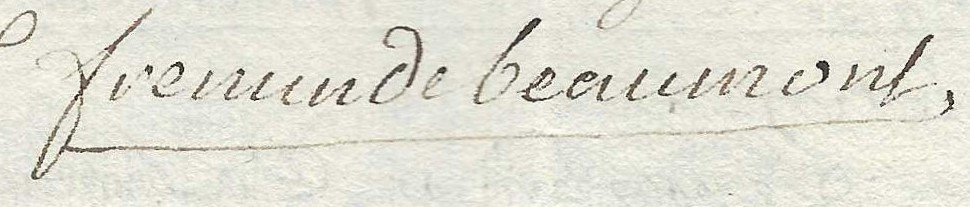
signature préfet De Beaumont sur lettre du 1812 03 09

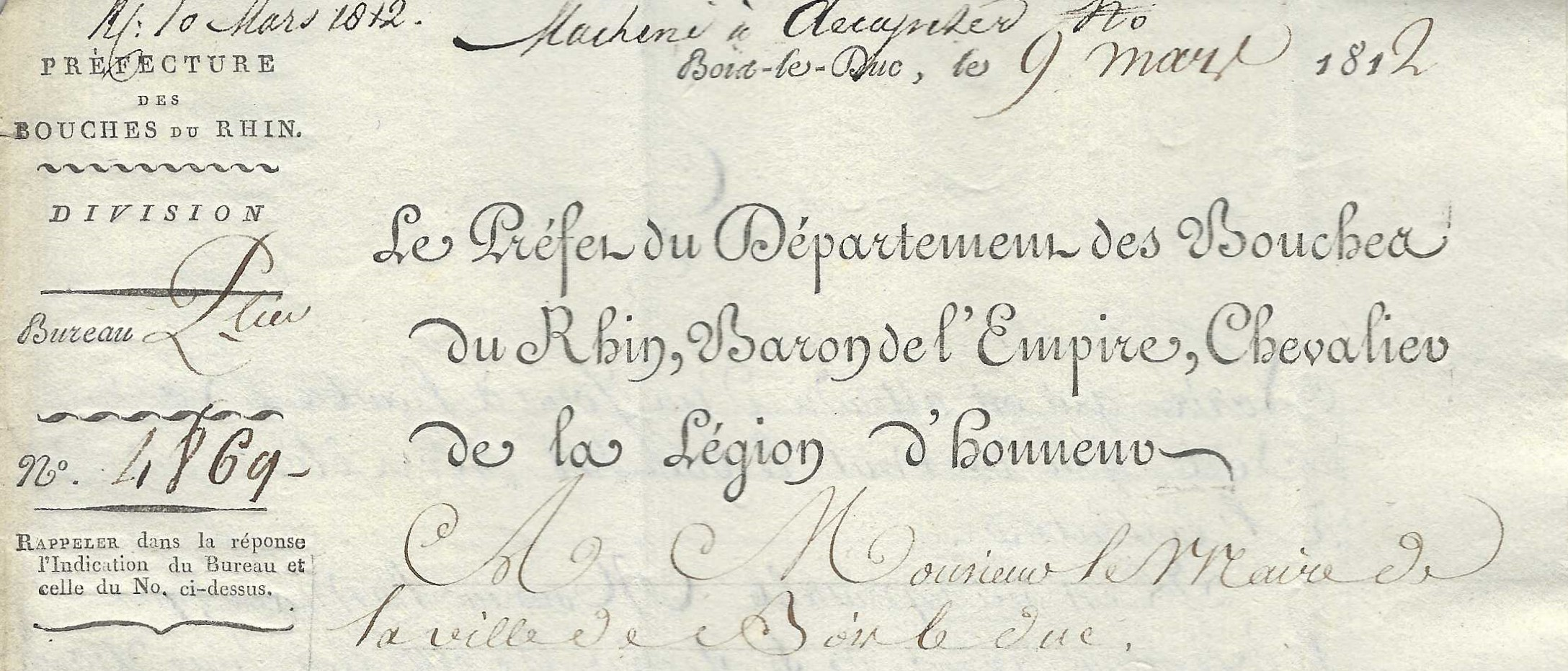
1812 03 09 Bois le Duc Maire 4

| Période       | Période | Identité                    | Fonction précédente                                           | Observation                                 |
| ------------- | ------- | --------------------------- | ------------------------------------------------------------- | ------------------------------------------- |
| 23 avril 1810 | 1814    | Nicolas Frémin de Beaumont, | Sous-préfet de Coutances (an VIII) Député au Corps législatif | Préfet de la Vendée (première Restauration) |